# Bremer Bürgerkompanien
Die Bremer Bürgerkompanien waren die Miliz der Stadt Bremen von 1605 bis 1814. Zunächst als militärische Einheiten aufgestellt, übernahmen die Bürgerkompanien im 18. Jahrhundert immer mehr zivile Aufgaben.

## Ursprung
Seit dem Mittelalter musste jeder wehrfähige Bremer Bürger im Kriegsfall zur Verteidigung der Stadt zur Verfügung stehen und hierfür eigene Waffen und Ausrüstung bereithalten. Im 13. und 14. Jahrhundert bestand diese sogenannte „Bürgerrüstung“ aus einem eisernen Helm, einem mit Eisen beschlagenen Waffenrock oder Brustharnisch, Arm- und Beinschienen, eisernen Handschuhen, einem Schlachtschwert, einem Spieß sowie einem Schild. In regelmäßig stattfindenden Waffenschauen und Übungen wurde die Einsatzfähigkeit der Bürger überprüft. Auf Grund des besonderen Wertes der Rüstung und Waffen wurden diese in einem Sondererbrecht – der Heergewette – vollständig dem ältesten männlichen Erben weitergegeben und nicht aufgeteilt.
Im Laufe der Zeit etablierte sich die Organisation der wehrfähigen Bürgerschaft in vier Mannschaften, die den vier Kirchspielen oder Verendeels der Altstadt entsprachen: Unser Lieben Frauen, St. Ansgarii, St. Martini und St. Stephani. Jede dieser „Kirchspielmannschaften“ unterstanden dabei einem Hauptmann aus dem Bremer Rat und einem Fähnrich aus einer der ratsfähigen Familien (der bürgerlichen Oberschicht). Die Einheiten waren nach Nachbarschaften in Rotten unterteilt, die von je einem Rottmeister geführt wurden, dessen Eid aus der Zeit nach dem Aufstand der 104 Männer (um 1532) überliefert ist. Die militärische Ausbildung und die Kontrolle der Wachdienste oblang den Wachtmeister. Aufgabe der Bürgertruppen war – neben der Verteidigung der Stadt im Kriegsfall – die Bewachung der Stadtmauern und -tore. Für Einsätze außerhalb der Stadtgrenzen wurden vorwiegend Freiwillige und angeworbenen Truppen eingesetzt. Über den Wacht- und Verteidigungsdienst hinaus waren die Bürgertruppen auch für die Brandbekämpfung zuständig.

## Neugliederung 1605
Die Aufteilung der Truppen nach Kirchspielen und Rotten ohne weitere Untergliederung erwies sich im Laufe der Zeit auf Grund der unterschiedlichen Größen der vier Quartiere als mangelhaft. So hatte der Hauptmann des Martini-Quartiers 17 Rotten zu befehligen, der des St.-Stephani-Quartiers hingegen 94. Auch wiesen Ausbildung und Disziplin der Einheiten Ende des 16. Jahrhunderts erhebliche Mängel auf, so dass zu befürchten war, dass die Bürgertruppen einem Angriff durch eine erfahrene Söldnertruppe keinen nennenswerten Widerstand würden entgegensetzten können. Im Zuge des Achtzigjährigen Krieges (1568 bis 1648) zwischen den Niederlanden und Spanien und der Eroberung des reformierten Lingen durch spanische Truppe im Jahr 1605 erlangte die Verbesserung der Verteidigungsbereitschaft der Stadt für den Rat große Bedeutung. So wurden die Befestigungen Bremens durch moderne Bastionen gestärkt und eine neue Wachtordnung verfasst, die eine Neuorganisation der Kirchspielmannschaften beinhaltete. Auch in den hanseatischen Schwesterstädten Hamburg und Lübeck wurde Anfang des 17. Jahrhunderts die als unzureichend erkannte Stadtverteidigung reformiert und ein Kompaniesystem eingeführt: 1619 wurden die Hamburger Bürgerkompanien aufgestellt und 1628 die Lübecker Bürgerkompanien.
Die Neugliederung der bremischen Miliz, die bis 1607 andauerte, umfasste eine Unterteilung in 20 etwa gleich große Kompanien, geführt von je einem Leutnant (bisweilen wurden die Kompaniekommandanten auch Kapitän genannt). Als weitere Offiziere fungierten pro Kompanie ein Fähnrich, ein Wachtmeister, ein Führer, ein Sergeant maior (oder Sergeant senior) und ein Sergeant minor (oder Sergeant junior). Jede Kompanie bestand wiederum aus 9 oder 10 Rotten mit einem Rottmeister oder Korporal als Anführer. Den Oberbefehl über die Gesamtheit der Kompanien führten die vier Wachtherren (im Range von Hauptleuten) aus dem Rat. Sie ernannten auch die Offiziere und Unteroffiziere der Kompanien und waren für Streit- und Disziplinarfragen zuständig.
Die Kompanien waren auf die vier Kirchspiele der Altstadt verteilt, die gleichzeitig ihre Wachtquartiere bildeten, d. h. die Tore und Abschnitte der Stadtbefestigung enthielten, die sie zu bewachen hatten. Die Einteilung der vier Wachtquartiere orientierten sich dabei an den Grenzen der Kirchspiele (Viertel), war jedoch nicht immer identisch mit diesen. Zur Identifizierung wurden die 20 Kompanien mit Kennbuchstaben versehen – jeweils zwei Kompanien mit aufeinanderfolgenden Buchstaben waren dabei zur selben Zeit zu einem Wachtturnus von zehn Tagen eingeteilt.

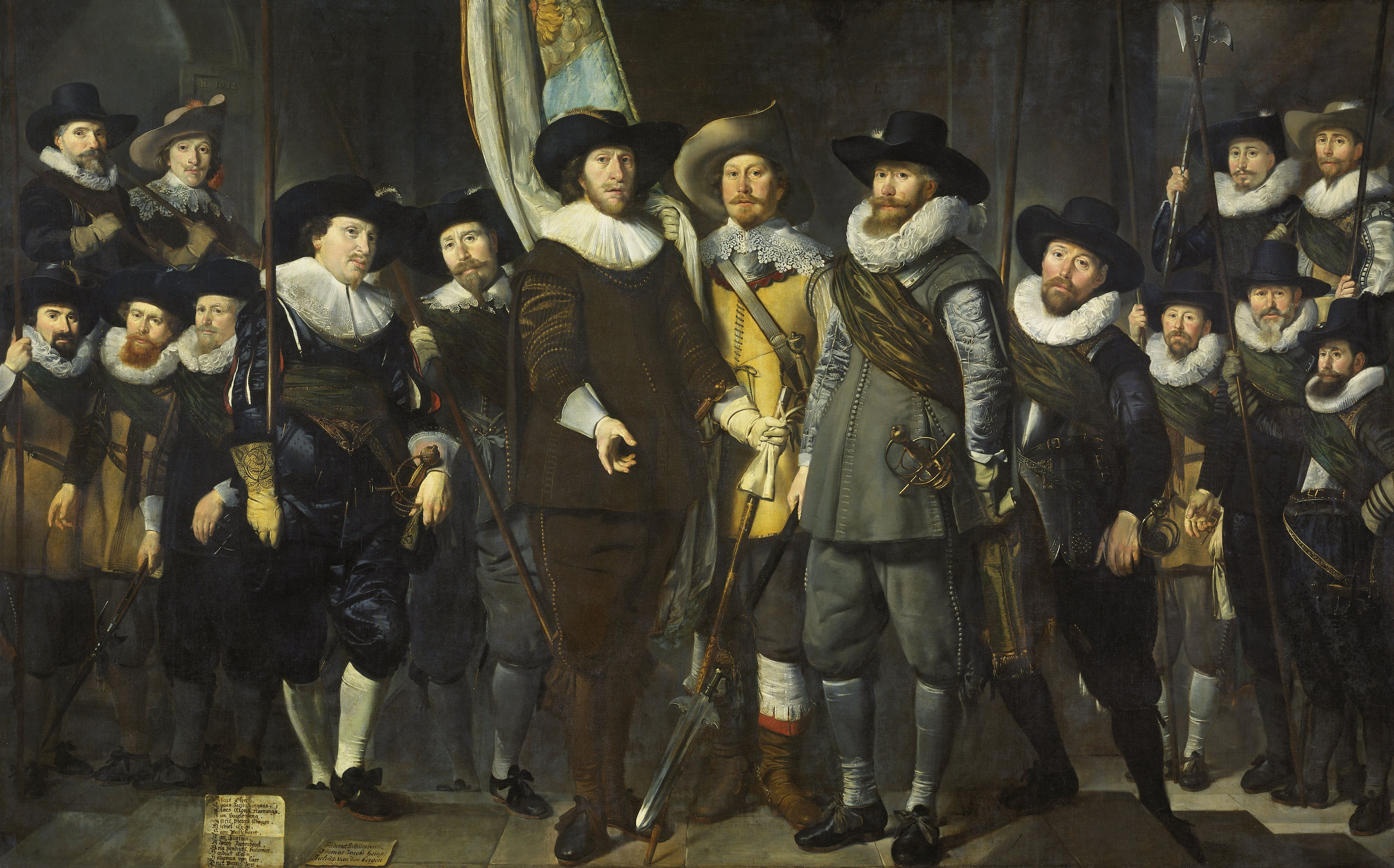
Zeitgenössische Darstellung der Offiziere einer Bürgerkompanie aus Amsterdam
(Thomas de Keyser, 1632)

Verteilung der Kompanien und Rotten auf die vier Kirchspiele:
| Kirchspiel          | Kompanien | Rotten | Kennung                      |
| ------------------- | --------- | ------ | ---------------------------- |
| Unser Lieben Frauen | 4         | 36     | A, C, E, G                   |
| St. Ansgari         | 4         | 36     | N, P, R, T                   |
| St. Martini         | 2         | 18     | I, L                         |
| St. Stephani        | 10        | 95     | B, D, F, H, K, M, O, Q, S, U |

Neben der formalen Bezeichnungen mit Kennbuchstaben wurde eine Benennung der Kompanien nach markanten Orten und Plätzen gebräuchlich (z. B. Kompanie A als „Kompanie am Markt“). Die Rotten hingegen wurden üblicherweise nach ihren Führern benannt (z. B. „Berent Oelrichs’ Rotte“). Jede Kompanie verfügte außerdem über eine eigene Fahne und einen eigenen Wahlspruch, wie etwa:
- Noli me tangere (lat. ‚Rühr mich nicht an‘)
- Concordia servat (lat. ‚Einigkeit schützt‘)
- Der Schlüssel zeigt die Freiheit an, des Löwen Schwert den tapferen Mann
- Unter diesen Beschützern sind wir sicher
- Freiheit ist’s wonach wir streben bis wir unseren Geist aufgeben[5]

### Vor- und Neustädter Kompanien
Auch in den Vorstädten Bremens wurden Anfang des 17. Jahrhunderts eigene Kompanien aufgestellt. 1637 wurde die erste Vorstädter Kompanie gebildet und 1664 waren es bereits vier. Eine fünfte Kompanie wurde 1683 von den Bürgern gebildet, die vor dem Steinturm wohnten, also außerhalb der Landwehr, die am Dobben entlanglief. Sie war vom Wachtdienst befreit und wurde daher auch als „Freikompanie“ bezeichnet. Einen ähnlichen Sonderstatus hatten die Bewohner der Stephaniweide sowie die Bauernschaft in Utbremen und Pagentorn, die auf Grund ihrer geringen Zahl jedoch keine eigene Kompanie bildeten. Die Vorstädter-Kompanien unterstanden nicht den vier Wachtherren (der Altstadt), sondern den Vorstadtherren. Parallel zur Besiedelung des Gebietes der Neustadt auf dem linken Weserufer infolge des Ausbaus der Stadtbefestigungen, wurde 1638 auch eine erste Neustädter Kompanie aufgestellt. Ab 1654 waren es hier vier und ab 1691 dann fünf. Auch diese Einheiten unterstanden nicht direkt den Wachtherren, sondern den Neustadtherren.
Neben den Bürgerkompanien bestand in der Altstadt – als Sonderformation – seit alters her die Schützenkompanie, die aus den Jungmeistern der Handwerkszünfte gebildet wurde. Sie galt als Eliteeinheit der Bürgermiliz, hatte jedoch nur 1664 Bestand.

## Aufgaben der Bürgerkompanien

### Verteidigung
Für den Schutz der Stadt im Kriegsfall aufgestellt, mussten die Bürgertruppen im 16. und 17. Jahrhundert bei gleich drei Verteidigungsfällen zur Unterstützung des aus angeworbenen Berufssoldaten bestehenden Bremer Stadtmilitärs und der Schützenkompanie eingesetzt werden: der Belagerung Bremens im Schmalkaldischen Krieg (1547) sowie – nach der Umstrukturierung – im Ersten Bremisch-Schwedischen Krieg (1654) und Zweiten Bremisch-Schwedischen Krieg (1666).

### Wachtdienst

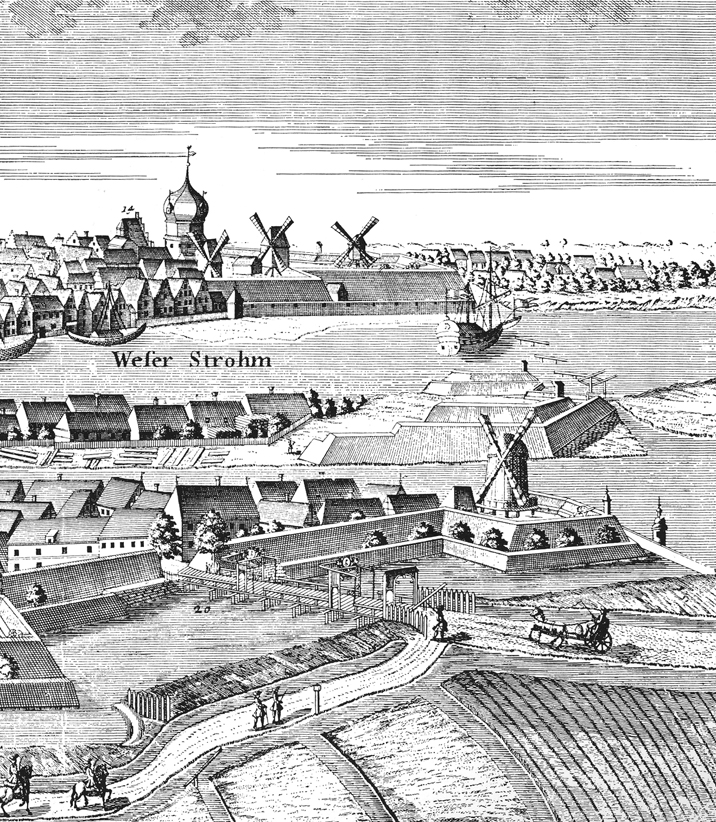
Bremer Befestigungen im 18. Jahrhundert

In Friedenszeiten waren den Kompanien Wacht- und Instandhaltungsaufgaben für bestimmte Abschnitte und Tore der Stadtbefestigung zugeordnet, so waren die Kompanien des Martini-Quartiers für das Tor an der Großen Weserbrücke zuständig, die des Liebfrauen-Quartiers für das Ostertor, die des Ansgari-Quartiers für das Herdentor und die des Stephani-Quartiers für das Doventor.
In der sogenannten „Wachtrolle“ wurden alle Bürger verzeichnet, die Wachtdienst zu leisten und Wachtgeld zu zahlen hatten. Handwerker zahlten pro Jahr durchschnittlich ein bis drei Reichstaler, vermögende Bürger vier bis zehn. Das Geld verblieb in die Wachtkassen der einzelnen Kompanien, nur ein geringer Prozentsatz ging an die Wachtkammer des Rates. Durch die unterschiedliche Finanzkraft der Kompaniebezirke und das Fehlen einer zentralen Abrechnungsstelle ergab sich eine ungleichmäßige finanzielle Ausstattung der Kompanien – während einige Kompanien große Überschüsse erzielten, mussten sich andere verschulden, um ihre Aufgaben erfüllen zu können. Auch begünstigte dieses System Betrug und Streitigkeiten zwischen benachbarten Kompanien, die regelmäßig von den Wachtherren geschlichtete werden mussten.
Nur Einwohner der Stadt, die den Bürgereid abgelegt hatten, durften den Wachtdienst an den Toren und auf den Wällen übernehmen, die fremden Berufssoldaten, die zeitweise von der Stadt angeworben wurden, waren davon ausgeschlossen. Um sich den Aufgaben der Wacht zu entziehen, heuerten die wohlhabenden Mitglieder der Bürgerkompanien nicht selten hauptberufliche Wachtgänger an, die an ihrer Stelle den Dienst antraten. Der Ruf dieser Wachen war allerdings schlecht und ihre mangelhafte Tüchtigkeit wurde von der Stadt häufig kritisiert, so urteilte etwa der Bürgerkonvent 1665, dass „sie besser mit der Bierkanne als dem Gewehr umgehen könnten.“

### Weitere Aufgaben
Neben dem Verteidigungs- und Wachtdienst wurden die Bürgerkompanien auch zu repräsentativen Zwecken herangezogen, insbesondere als Ehrengarde bei Staatsbesuchen und anderen besonderen Anlässen. Bereits seit dem Mittelalter gehörte darüber hinaus die Brandbekämpfung zu den wichtigsten Aufgaben der Bürgerwachen. So halfen sie z. B. bei der Bekämpfung des großen Dom-Brandes von 1656. Jede Kompanien besaß hierzu eine Spritze und jede Rotte seit dem 16. Jahrhundert einen eigenen Brandmeister. Die Kosten für die Anschaffung und Instandhaltung der Spritze mussten aus der Kompaniekasse gezahlt werden. Hatten die Bürgerkompanien im 17. Jahrhundert noch hauptsächlich militärischen Aufgaben, so dienten sie (und die Verwaltungseinheit der Kompaniebezirke) im 18. Jahrhundert mehr und mehr zivilen Aufgaben, wie dem Einzug von verschiedenen Abgaben, der Organisation des Armenwesens und der Gassenreinigung, sowie dem Unterhalt der Brunnen (der Brunnen des Kleinen Rolands wurde z. B. im Jahr 1737 von der 1. Neustädter Bürgerkompanie gestiftet).

## Auflösung
Mit der französischen Besetzung Bremens im Jahr 1811 wurden die Bürgerkompanien in ihrer bisherigen Form aufgelöst und 12 neue Kompanien gebildet, die im Wesentlichen nur noch für die Brandbekämpfung zuständig waren. Nach Ende der französischen Zeit wurden die ursprünglichen Kompanien wiederhergestellt und für Wachtaufgaben sowie bei der „Entfestigung“ der Stadt gesetzt. 1814 wurden sie jedoch endgültig aufgelöst und durch eine Bürgergarde ersetzt, die allerdings keine militärischen Aufgaben mehr hatte.